# Stutten (bouwkunde)

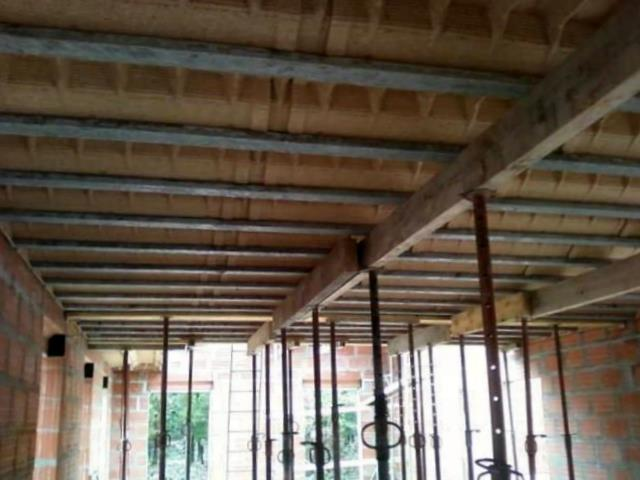
Stempels gebruikt voor het stutten van de bekisting van een betonnen vloer, terwijl deze wordt gegoten en uithardt.

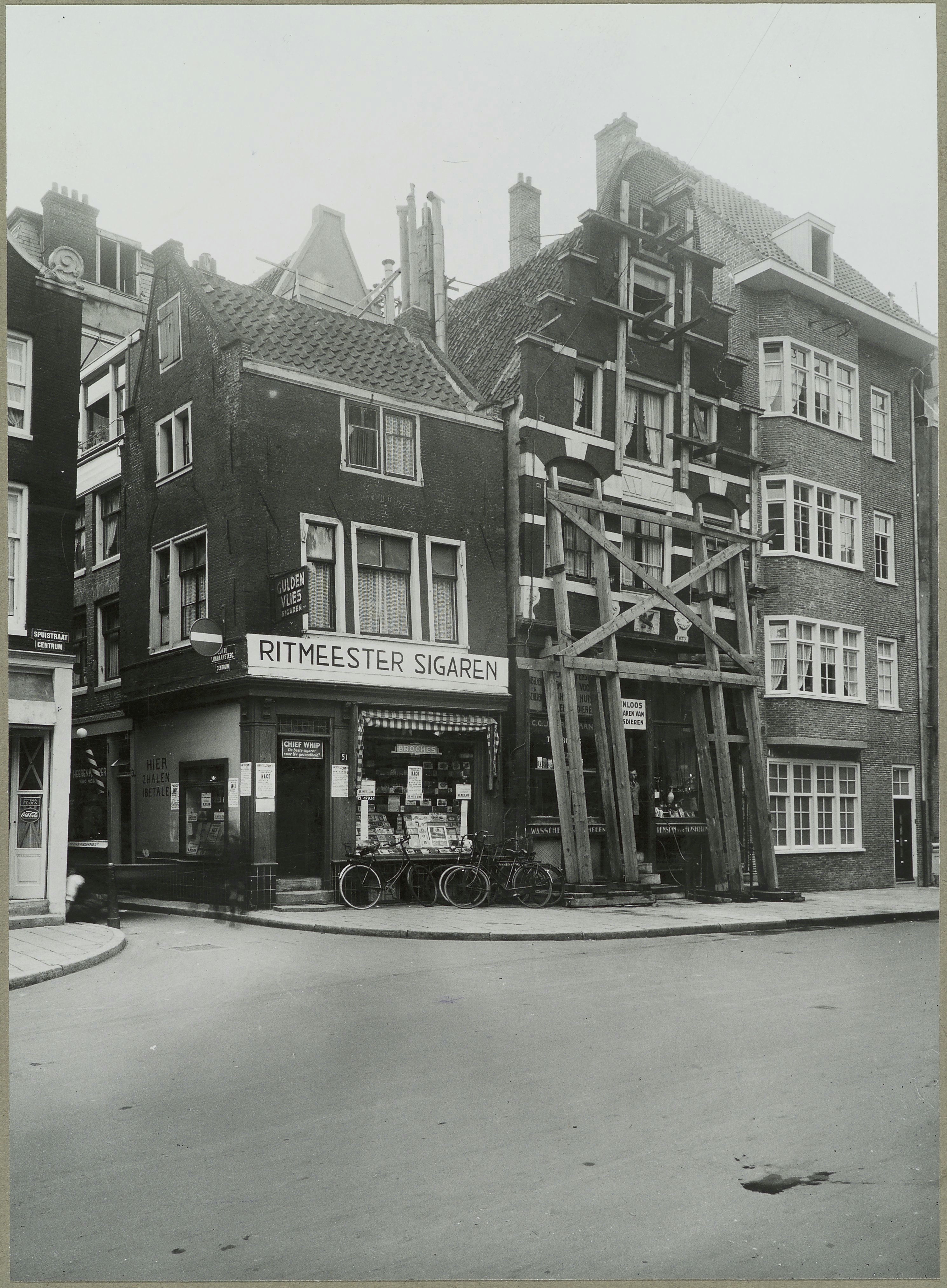
Een gestutte gevel in Amsterdam.

Het stutten is in de bouwkunde het tijdelijk ondersteunen van een constructie terwijl deze gebouwd of gerepareerd wordt, of als noodmaatregel om instorting te voorkomen. Voor het stutten worden constructies op maat gemaakt die als stut aangeduid worden. Ook kan er gebruikgemaakt worden van stempels.
Bij de bouw van bijvoorbeeld vloeren, bruggen, en boogconstructies is er meestal een fase waarin de constructie nog niet in staat is zichzelf te dragen. Bijvoorbeeld een pas gegoten betonnen vloer, een brug die in delen wordt gemonteerd, of een boog die steen voor steen wordt gemetseld. Stutten houden in deze fase de constructie overeind. Ook wanneer er een cruciaal element van de constructie vervangen moet worden, zoals een steen van een boog, is stutten vaak noodzakelijk. Ten slotte worden stutten soms aangebracht om instorting te voorkomen wanneer plotseling duidelijk wordt dat een constructie niet stabiel meer is, in afwachting van herstel of sloop.
Een stutconstructie die gebruikt wordt voor de bouw van een boog of gewelf wordt een formeel genoemd.